# Бартоломью, Джасинта
Джаси́нта Бартоломью́ (англ. Jacinta Bartholomew, род. 15 января 1965, Сент-Джорджес) — гренадская легкоатлетка, выступавшая в прыжках в длину, беге на короткие и средние дистанции. Участница летних Олимпийских игр 1984 года. Первая женщина, представлявшая Гренаду на Олимпиаде.

## Биография
Джасинта Бартоломью родилась 15 января 1965 года в гренадском городе Сент-Джорджес.
Дважды выигрывала медали CARIFTA Games среди молодёжи до 20 лет в прыжках в длину: в 1982 году в Кингстоне стала третьей с результатом 5,40 метра, в 1983 году в Фор-де-Франс победила, прыгнув на 5,88.
В 1983 году участвовала в чемпионате мира по лёгкой атлетике в Хельсинки, где заняла 11-е место в прыжках в длину (5,77).
В 1984 году вошла в состав сборной Гренады на летних Олимпийских играх в Лос-Анджелесе. В квалификации прыжков в длину заняла 17-е место, показав результат 6,07 и уступив 12 сантиметров худшей из попавших в финал Шонел Фергюсон с Багамских Островов.
Бартоломью стала первой женщиной, представлявшей Гренаду на Олимпиаде.
Училась в университете Аризоны, выступала за его клуб «Аризона Сан Дэвилз». В 1988 году завоевала три медали чемпионата Национальной ассоциации студенческого спорта по лёгкой атлетике: золото в эстафете 4х100 метров, бронзу в прыжках в длину и эстафете 4х400 метров.

## Личный рекорд
- Прыжки в длину — 6,62 (1989)[4]